# Staatskunst: Sechs Lektionen für das 21. Jahrhundert
Staatskunst: Sechs Lektionen für das 21. Jahrhundert (englisch: Leadership: Six Studies in World Strategy) ist ein englischsprachiges Buch über internationale Beziehungen von Henry Kissinger, welches am 28. April 2022 bei Penguin Books erschien. Es ist eine Abhandlung über Staatsführung und politische Führungspersönlichkeiten anhand von sechs beispielhaften Personen aus dem 20. Jahrhundert.

## Inhalt
Das Buch beginnt mit der Einleitung, welche ein kurzes Essay über Führung und Staatskunst bildet. Als wichtigste Eigenschaften von Führungspersönlichkeiten bezeichnet Kissinger Mut und Charakterstärke. Danach werden in den folgenden Kapiteln politische Führungspersönlichkeiten vorgestellt, die Henry Kissinger als bedeutende Führungspersönlichkeiten einstuft. Alle wirkten prägend in der zweiten Hälfte des 20. Jahrhunderts und waren mit dem Autor persönlich vertraut, in einigen Fällen auch mit ihm befreundet.

### Konrad Adenauer
Erst im relativ hohen Alter kam Konrad Adenauer im zerstörten Nachkriegsdeutschland an die Macht. Er stammte aus dem katholisch-rheinländischen Milieu und war ein erfahrener Politiker, der in der Weimarer Republik als Oberbürgermeister der Stadt Köln amtiert hatte. Er konnte der Bevölkerung erfolgreich die neue politische Ordnung vermitteln und trug damit entscheidend dazu bei, dass Westdeutschland seine Souveränität wiedererlangen konnte. Adenauer bevorzugte die Westintegration der Bundesrepublik gegenüber einer möglichen deutschen Wiedervereinigung, auch gegen innenpolitische Widerstände. Er etablierte damit die Grundlage für das Wirtschaftswunder und eine stabile Demokratie. Kissinger lobt ihn als eine Person, welche unter schwierigen Rahmenbedingungen eine neue politische Tradition in Deutschland begründete.

### Charles de Gaulle
Der Autor bewertet Charles de Gaulle als eine politische Persönlichkeit mit einem starken Willen und der unbedingten historischen Mission, eine politische und soziale Erneuerung Frankreichs einzuleiten. Nach der Niederlage Frankreichs gegen den NS-Staat 1940 baute er im Exil eine eigene Armee auf und wurde der Anführer des Forces françaises libres. Mit den Alliierten verlangte er dabei auf Augenhöhe zu sprechen, obwohl sein Heimatland besetzt war. Nach Ende des Zweiten Weltkriegs gelangte er an die Spitze des Staates, trat allerdings zurück, als der neu etablierte Staat nicht mit seinen Vorstellungen übereinstimmte. Nach einer Staatskrise im Rahmen des Algerienkriegs kehrte De Gaulle zurück und etablierte 1958 die Fünfte Republik. Er gelang ihm, den Algerienkrieg zu beenden und als prägende Persönlichkeit Frankreich wieder als eine eigenständige politische Macht zu etablieren.

### Richard Nixon
Richard Nixon wurde 1969 zum 37. Präsident der Vereinigten Staaten und machte den Akademiker Kissinger zu seinem Nationalen Sicherheitsberater. Laut dem Autor änderte Nixon in seinem Leben seine anfangs isolationistischen Ansichten hin zum Konzept eines Mächtegleichgewichts. Deshalb besuchte er 1972 die Volksrepublik China und begann die Ping-Pong-Diplomatie. Die Integration der Volksrepublik China in das internationale System wird vom Autor als ein großes historisches Verdienst und ein entscheidender Wendepunkt des Kalten Krieges bewertet. Nixon leitete außerdem den Abzug amerikanischer Truppen aus Vietnam ein, führte Friedensverhandlungen im Nahen Osten und konnte in der Bewertung des Autors eine internationale Krise im Rahmen des Bangladesch-Kriegs verhindern. Nixon musste 1974 im Rahmen der Watergate-Affäre zurücktreten, die Kissinger als „Tragödie“ bezeichnet.

### Anwar as-Sadat
Nach dem Tod des populären Gamal Abdel Nasser wurde 1970 sein enger Vertrauter Anwar as-Sadat Staatspräsident Ägyptens. Dem weithin unterschätzen Sadat wurde anfangs nicht zugetraut, sich auf dieser Position zu behaupten. Dank geschickter politischer Manöver gelang es ihm allerdings, seine Position zu konsolidieren. Als Staatspräsident leitete Sadat eine wirtschaftliche Liberalisierung und eine außenpolitische Abkehr von der Sowjetunion ein. Mit einem Überraschungsangriff auf die von Israel besetzte Sinai-Halbinsel konnte er seine Position in den Friedensverhandlungen mit Israel stärken. 1979 schloss er den Israelisch-ägyptischen Friedensvertrag ab, bei dem Ägypten die Kontrolle über den Sinai im Gegenzug für seine diplomatische Anerkennung Israels erlangen konnte. Das Abkommen isolierte Sadat allerdings in der arabischen Welt und kostete ihm das Leben, als er 1981 bei einem Anschlag von Islamisten ermordet wurde.

### Lee Kuan Yew
Lee Kuan Yew wurde in eine chinesischstämmige Familie in der britischen Kolonie Singapur geboren. Er wird als ein sehr begabter und fleißiger Schüler charakterisiert, der als Jugendlicher die brutale japanische Besatzung Singapurs im Zweiten Weltkrieg erleben musste. Nach dem Ende des Krieges studierte er an der University of Cambridge und kehrte in seine Heimatstadt zurück, wo er Politiker wurde. Nach dem Ausschluss Singapurs aus Malaysia 1965 wurde Lee der Staatschef des nun unabhängigen Stadtsstaats Singapur, welcher sich damals in einer prekären wirtschaftlichen und sicherheitspolitischen Lage befand. Unter Lees Jahrzehnte andauernder autokratischer Herrschaft konnte sich der Stadtstaat erfolgreich industrialisieren und wurde zu einem wirtschaftlichen und politischen Modell in ganz Asien. Nach seinem Rücktritt 1990 wurde er zu einem international anerkannten Elder statesman.

### Margaret Thatcher
Als Margaret Thatcher 1979 als erste Frau das Amt des Premierministers des Vereinigten Königreich übernahm, befand sich das Land in einer sehr schwierigen Lage. So litt es unter hoher Inflation, wirtschaftlicher Stagnation und dem Niedergang seiner außenpolitischen Macht. Ihr Programm der wirtschaftlichen Liberalisierung setzte Thatcher gegen starke Widerstände durch. Damit konnte Thatcher schließlich die Wirtschaft revitalisieren und den Aufstieg des Landes zu einem weltweit bedeutenden Finanzplatz einleiten. Dank ihres guten persönlichen Verhältnisses zu US-Präsident Ronald Reagan konnte sie die Special relationship mit den Vereinigten Staaten wiederbeleben und der Expansion des Kommunismus im Kalten Krieg entgegentreten. Kissinger bewertet Thatcher als entschlossene Politikerin und entschiedene Verteidigerin liberaler Werte. In der Bewertung des Autors konnte ihr Land durch den schnellen Sieg im Falklandkrieg seine Respektabilität auf der internationalen Bühne zurückgewinnen und einen neuen Platz in der Staatenordnung nach dem Ende des britischen Weltreichs finden.

### Fazit
Im abschließenden Fazit beschreibt der Autor die moderne Gesellschaft als Meritokratie, welche das alte aristokratische Zeitalter abgelöst hat. So stammten alle sechs beschriebenen Persönlichkeiten nicht aus der klassischen Oberschicht ihrer Gesellschaften. Ihnen wäre stattdessen das Ethos der neuen Mittelschichten eigen gewesen. Als gemeinsame Eigenschaften bezeichnet er Realitätssinn, eine eigene Vision, Kühnheit, innere Ruhe und die Fähigkeit gegen den bestehenden Konsens zu handeln. Er erwähnt als Gemeinsamkeit auch eine umfassende humanistische und staatsbürgerliche Bildung und eine religiöse Erziehung (mit Ausnahme von Lee Kuan Yew). Alle Persönlichkeiten hätten zudem laut dem Autor ihre Gesellschaft gespalten.
Durch den Rückgang des humanistischen Bildungsideals an den Universitäten sieht Kissinger die Ausbildung von Staatsdienern gefährdet. Bildung würde zunehmend quantitativ verstanden und würde vorwiegend spezialisierte Technokraten und Aktivisten hervorbringen, wodurch breite historische und philosophische Perspektiven verloren zu gehen drohen. Elite und Bevölkerung würden sich außerdem zunehmend mit gegenseitigem Misstrauen und Abneigung betrachten, was eine gemeinsame staatsbürgerliche Kultur erodiert.
Kissinger sieht durch moderne Medien und das Internet die Transformation von einer schriftlichen zu einer visuellen Kultur gekommen, welche Einfluss auf das kollektive Bewusstsein hat. Durch Verkürzung und Emotionalisierung im Internetzeitalter wird die tiefgreifende und holistische Auseinandersetzung mit Sachverhalten laut dem Autor gefährdet. Politik würde zunehmend durch emotionale Bilder gemacht, wodurch analytische Elemente verloren gehen könnten. Gleichzeitig wird ein hoher Konformitätsdruck durch Medien erzeugt, dem sich Politiker schwer entziehen können. Durch mehr geopolitische Konflikte und neue Formern der Kriegsführung (z. B. Cyberwarfare oder Künstliche Intelligenz) wird der Spielraum für Fehler aber gleichzeitig immer kleiner.

## Rezeptionen
Eine Rezension der Süddeutschen Zeitung kritisierte die Auswahl der historischen Persönlichkeiten, welche in dem Buch behandelt werden. Besonders die Auswahl von spaltenden und sehr umstrittenen Persönlichkeiten wie Richard Nixon oder Margaret Thatcher wird bemängelt. Stefan Kornelius vermutet, dass die ausgewählten Persönlichkeiten vorwiegend mit seinen eigenen realistischen Ansichten über Politik übereinstimmen würden.
Der Deutschlandfunk interpretiert das Werk als ein Plädoyer für den Neorealismus und geht dabei auf den abschließenden Teil des Buchs ein, welches den Westen vor einer zu scharfen und ideologisierten Konfrontation mit der Volksrepublik China und Russland warnt. Auch die Neue Zürcher Zeitung erkennt in dem Buch Bezüge zur Gegenwart, etwa dem Krieg in der Ukraine. Es „gelänge Kissinger, den Charakter der Politiker mit Anekdoten und Zitaten überzeugend darzustellen“. Das Buch enthielte aber keine konkreten Lösungsanweisungen für die Krisen der Gegenwart. Eine Rezension von BR24 kritisiert Stellen der deutschen Übersetzung des Buchs als unpassend. Beobachtungen, die Kissinger zum Internet machen würden, klängen zwar wie gestrige und altmodische „Altmänner-Kulturkritik“, hätte allerdings ihre Berechtigung.
Der Economist beschreibt das Buch als „erhellend, aber unvollständig“ und kritisiert, dass Kissinger im Kapitel über Nixon unangenehme Ereignisse wie Watergate oder die Bombardierung Kambodschas ausblenden würde. Der linksliberale Guardian kritisierte, dass Kissinger „Tod und Zerstörung“, welche die von Kissinger bewunderten Staatsmänner verursacht hätten, ausblende. Das von Nixon gezeichnete Porträt wäre sympathisch (wobei Kissinger Eigeninteresse unterstellt wird) und gleichzeitig unvollständig. Auch die Darstellungen von Charles de Gaulle und Margaret Thatcher werden als einseitig und von Kissingers eigener Weltsicht geprägt interpretiert. Das wirtschaftsliberale Wall Street Journal kommt dagegen zu einem positiven Fazit. Das Werk sei ein „außergewöhnliches Buch“, welches eine „interessante Sammlung historischer Fallstudien und politischer Biografien“ darstellt und sich in Klassiker des Genres von Winston Churchill oder Paul Kennedy einreihen würde.

## Ausgaben
- Leadership: Six Studies in World Strategy. Penguin Books Ltd, London 2022, ISBN 978-0-241-54200-2. (Originalausgabe)
- Staatskunst. Sechs Lektionen für das 21. Jahrhundert. C. Bertelsmann, München 2022, ISBN 978-3-570-10472-9. (deutsche Ausgabe)